# Мирзоев, Георгий Константинович
Георгий Константинович Мирзоев (16 апреля 1933, Тбилиси, СССР — 23 февраля 2018, Москва, Россия) — советский конструктор автомобилей, главный конструктор АВТОВАЗа с 1976 по 1998 годы.
Кандидат технических наук, профессор, член-корреспондент Российской инженерной академии.

## Биография

### Детство
Отец —  Константин Мирзоев, всю свою жизнь проработал на Тбилисском вагоноремонтном заводе. Там же он познакомился с со своей женой Елизаветой. После недолго общения они поженились и стали жить в Ленинском районе Тбилиси. Елизавета, окончившая после женской гимназии бухгалтерские курсы, работала по специальности. Вскоре, в 1928 году, у молодой семьи родилась дочь Галина, а спустя 5 лет, 16 апреля 1933 года, в армянской семье, в городе Тбилиси на свет появился Георгий Константинович. После рождения детей Елизавета, всецело посвятив себя семье и хозяйству, оставила работу. В свою очередь отец совмещал работу на заводе с учёбой в Тбилисском политехническом институте, однако доучиться он так и не смог, так как год рождения Георгия совпал с развернувшимся по всей советской стране голодом. Отец, для того чтобы прокормить семью, был вынужден оставить обучение и вернуться с инженерной практики в Кутаиси.

### Учёба и работа в УАЗ
В 1951 году, сразу после окончания школы Георгий поступил в Московский автомеханический институт (МАМИ), который с успехом окончил в 1956 году. Сразу после окончания вуза был направлен в качестве конструктора на Ульяновский автозавод. После года работы на заводе, в свой первый отпуск вернулся в Тбилиси и женился на своей подруге Ламаре. После свадьбы новообразованная семья перебирается в Ульяновск, а уже через два года, в 1959 году, у четы Мирзоевых появляется первенец — дочка Наталья. Последняя появилась на свет в Тбилиси, где молодые, желая быть ближе к родственникам, приняли решение рожать. По возвращении в Ульяновск продолжил работу на советском гиганте автопрома. Мирзоев, занимаясь подвеской, в качестве одного из конструкторов принял участие в создании линейки автомобилей УАЗ, в народе названных «буханкой» и легендарного УАЗ-469. Через какое-то время Георгий вернулся в Москву, для того чтобы поступить в аспирантуру родного вуза. Однако после приезда в Москву у семьи Мирзоевых возникли проблемы с жильём и трудоустройством. Для того чтобы найти работу, нужна была московская или областная прописка, которой ни у кого из членов семьи не было. По счастливой случайности решил проблему перебравшийся после свадьбы в Москву школьный друг Георгия Юрий Хечинов, который позже станет известным учёным и доктором наук. Таким образом, немного обустроившись, Георгий начал писать диссертацию на тему «Влияние подвески и рулевого управления на углы увода и износ шин автомобиля». В 1961 году, будучи аспирантом, в процессе работы над диссертацией, Мирзоев прошёл заграничную стажировку в Чехословакии. За границей он посетил чехословацкий аналог советского вуза МАМИ, где проектировались автобусы «Шкода», а также побывал на местных автозаводах. В Брно он посетил засекреченную бронетанковую академию, на автодроме которой испытал новую заднемоторную «Шкоду», а в лаборатории ознакомился с местными методами расчёта износа шин. Там же, в Чехословакии, он побывал на шинном заводе «Руды Ржиен» («Красный Октябрь»). Ровно через полгода, изучив в бронетанковой академии метод износа шин с применением радиоактивных изотопов, Мирзоев возвращается в СССР.
В июне 1976 года приказом по Минавтопрому № 246-лс от 02.06.1976 был назначен главным конструктором Волжского автозавода.
Под началом Мирзоева на Волжском автозаводе были выпущены автомобили ВАЗ-2121 «Нива», «пятое» и «восьмое» семейства, «десятка», «Ока», ВАЗ-2123 (ныне известная как «Шевроле Нива»), начаты проекты «Калина» и «Приора». По его инициативе в моделях был применён электронный впрыск топлива и в России впервые появился массовый автомобиль с передним приводом.
После ухода с поста главного конструктора Мирзоев с группой единомышленников создал автомобиль на топливных элементах «АНТЭЛ».
Преподавал в Тольяттинском государственном университете.
Последние годы жил в Москве.
Умер 23 февраля 2018 года.

## Награды и звания
- Почётное звание «Заслуженный конструктор Российской Федерации» (6 сентября 1993 года) — за заслуги в области машиностроения и многолетний добросовестный труд[6]
- В 2006 году был награждён почётным дипломом Минобразования РФ за вклад в развитие водородной энергетики.